# Генрі Манчіні
Ге́нрі Манчі́ні (англ. Henry Mancini, справжнє ім'я — Енрі́ко-Ніко́ла Манчі́ні, італ. Enrico Nicola Mancini; 16 квітня 1924, Клівленд, Огайо, США — 14 червня 1994, Лос-Анджелес, Каліфорнія, США) — американський композитор, диригент і аранжувальник італійського походження. Часто згадується як один з найвидатніших композиторів в історії кіно. На його рахунку — чотири «Оскари», «Золотий глобус» і двадцять нагород «Греммі».
Серед відомих творів Манчіні, музика до Рожевої пантери та пісня Moon River з кінофільму Сніданок у Тіффані.

## Біографія і творчість
Народився у Клівленді, штат Огайо. Здобув освіту в Джульярдській школі. Брав участь у Другій світовій війні, визволяючи концентраційні табори у складі американської армії. Після війни розпочинав кар'єру як піаніст в оркестрі Гленна Міллера. Під кінець 1940-х розпочав писати музику до кінофільмів, першою його роботою був фільм Lost in Alaska.
Протягом кар'єри створив музику майже до 500 фільмів і телесеріалів, записав 50 альбомів. Лауреат 4 премій «Оскар», 2 «Еммі», 20 «Греммі», включаючи нагороду «За життєві досягнення» (англ. «Lifetime Achievement», 1995). Помер у Беверлі Хіллз, штат Каліфорнія.

## Фільмографія
- 1954 — Тримайся подалі від Діабло / Ride Clear of Diablo
- 1955 — Ебботт і Костелло зустрічають поліцейських з Кістоуна / Abbott and Costello Meet the Keystone Kops
- 1957 — Джо Метелик / Joe Butterfly
- 1959 — Операція Спідня спідниця / Operation Petticoat
- 1961 — Сніданок у Тіффані / Breakfast at Tiffany's
- 1962 — Гатарі! / Hatari!
- 1962 — Експеримент з жахом / Experiment in Terror
- 1963 — Шарада / Charade
- 1964 — Вбивці / The Killers
- 1965 — Великі перегони / The Great Race
- 1966 — Арабеска / Arabesque
- 1970 — Соняшники / I Girasoli
- 1973 — Злодій, який прийшов до обіду / The Thief Who Came to Dinner
- 1974 — Мертвий на 99,44% / 99 and 44/100% Dead
- 1981 — Дорога матуся / Mommie Dearest
- 1982 — Віктор Вікторія / Victor Victoria
- 1983 — Ті, що співають у терні / The Thorn Birds
- 1987 — Побачення наосліп / Blind Date
- 1993 — Син Рожевої пантери / Son Of The Pink Panther